# Rallye Safari 1976

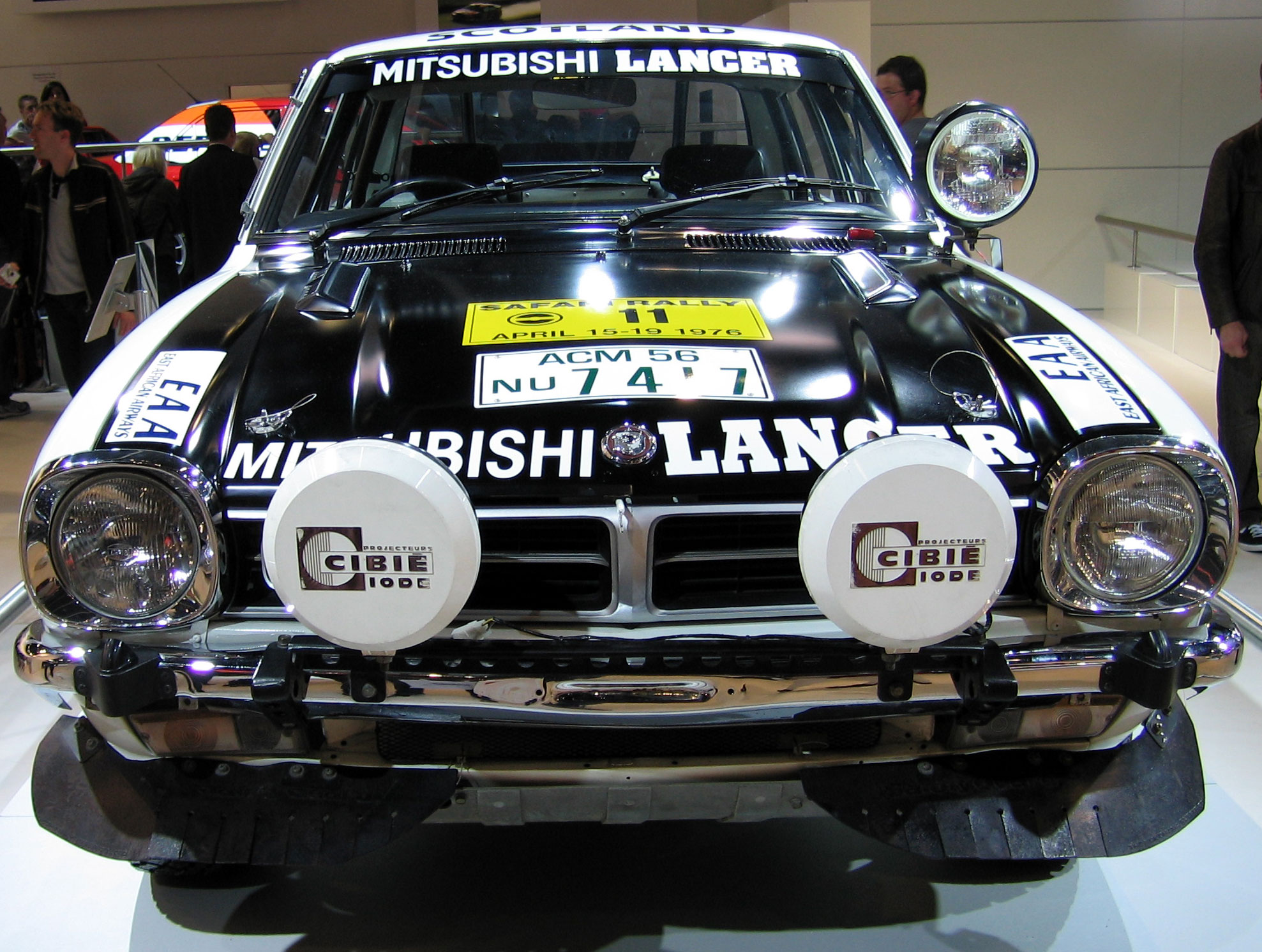
Der Mitsubishi Colt Lancer des drittplatzierten Andrew Cowen.

Die 24. Rallye Safari war der 4. Lauf zur Rallye-Weltmeisterschaft 1976. Sie fand vom 15. bis zum 19. April in der Region von Nairobi statt.

## Klassifikationen
Bei der Rallye Safari mussten von den Fahrzeugen mehrere Zeitkontrollen über die zu fahrenden 4950 Kilometern durchfahren werden. Dabei wurde ein Punktesystem angewendet. Jene Piloten mit der tiefsten Punktzahl, also die Schnellsten, bekamen umgerechnet am wenigsten Strafzeit. Jenes Fahrzeug mit der tiefsten Strafzeit gewann die Rallye.

### Endergebnis
| Rang | Fahrer              | Co-Pilot             | Auto                       | Strafzeit (Std./Min.) | Rückstand Sieger (Std./Min.) Rückstand V (Std./Min.) |
| ---- | ------------------- | -------------------- | -------------------------- | --------------------- | ---------------------------------------------------- |
| 1    | Joginder Singh      | David Doig           | Mitsubishi Lancer 1600 GSR | 1:57                  | 0:00                                                 |
| 2    | Robin Ulyate        | Chris Bates          | Mitsubishi Lancer          | 2:21                  | 0:24                                                 |
| 3    | Andrew Cowan        | Johnstone Syer       | Mitsubishi Colt Lancer     | 2:42                  | 0:45 0:21                                            |
| 4    | Bert Shankland      | Brian Barton         | Peugeot 504                | 2:52                  | 0:55 0:10                                            |
| 5    | Simo Lampinen       | Arne Hertz           | Peugeot 504                | 3:23                  | 1:26 0:31                                            |
| 6    | Kenjiro Shinozuka   | Bob Graham           | Mitsubishi Lancer          | 4:10                  | 2:13 0:47                                            |
| 7    | Harry Källström     | Leif Lindqvist       | Datsun 160J                | 4:49                  | 2:52 0:39                                            |
| 8    | Zully Remtulla      | Nizar Jivani         | Datsun 160J                | 5:09                  | 3:12 0:20                                            |
| 9    | Jean-Pierre Nicolas | Jean-Claude Lefèbvre | Peugeot 504                | 5:11                  | 3:14 0:02                                            |
| 10   | Johnny Hellier      | Kanti Shah           | Alfa Romeo 1750 GTV        | 7:14                  | 5:17 2:03                                            |

Insgesamt wurden 17 von 65 gemeldeten Fahrzeuge klassiert:

### Herstellerwertung
| Pos. | Team       | Punkte |
| ---- | ---------- | ------ |
| 1    | Lancia     | 50     |
| 2    | Opel       | 34     |
| 3    | Saab       | 20     |
| 4    | Mitsubishi | 20     |
| 5    | Toyota     | 15     |

Die Fahrer-Weltmeisterschaft wurde erst ab 1979 ausgeschrieben.